# Katrin Rönicke
 (avril 2023).

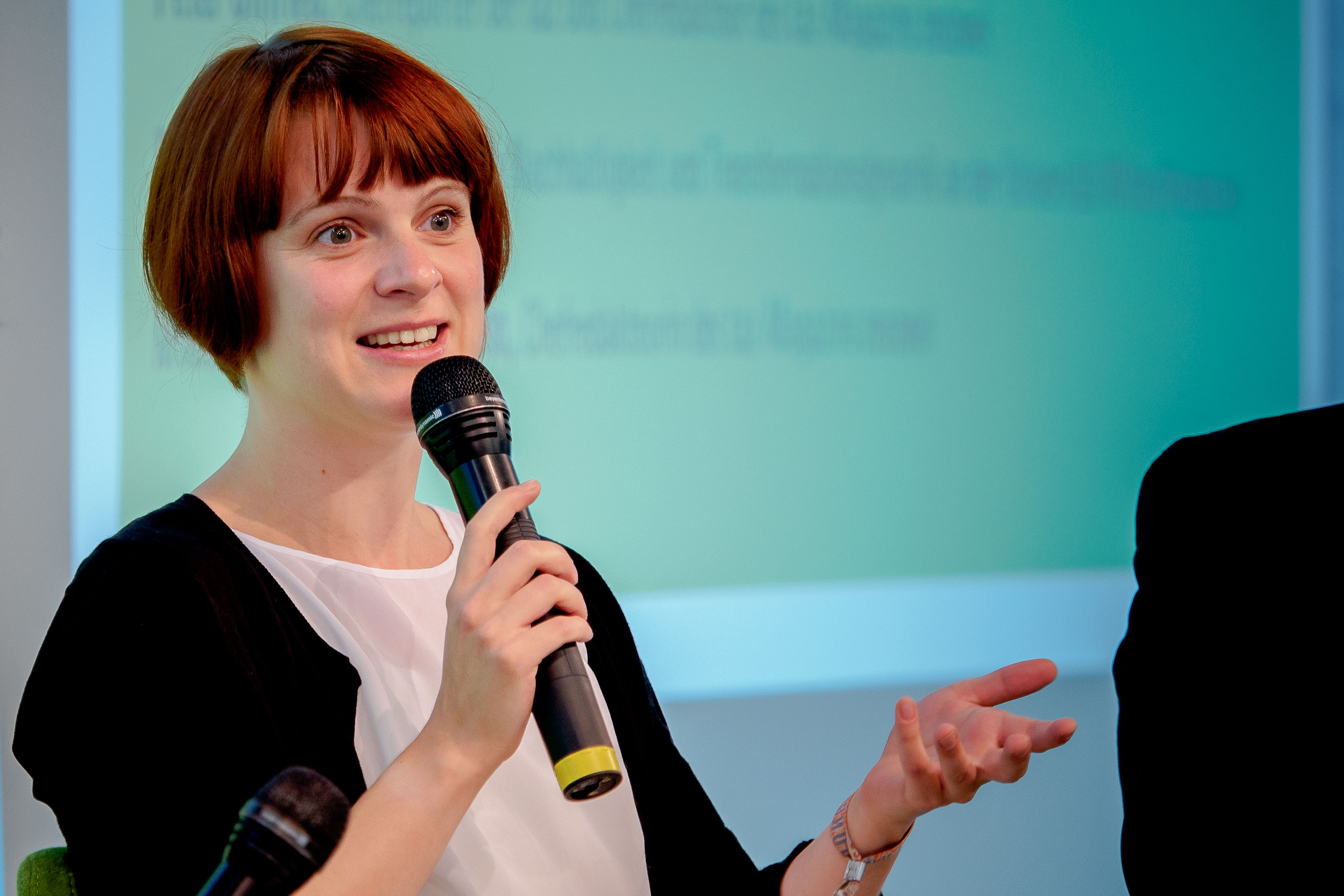
Katrin Rönicke (2015)

Katrin Rönicke, née le 27 septembre 1982 à Wittenberg, est une autrice, journaliste, blogueuse et podcasteuse allemande. Ses sujets principaux sont la démocratie de genre, l'émancipation et la culture féministe sur le Net.

## Biographie
Le père de Katrin Rönicke, Frank Rönicke, auteur d'ouvrages spécialisés sur la moto, fuit l'Allemagne de l'Est en 1987. Kathrin et sa mère le rejoignent à l'Ouest en 1989, avant la chute du Mur. Elle grandit ensuite dans le Bade-Wurtemberg. En 2002, elle est diplômée du Deutschorden-Gymnasium de Bad Mergentheim. Après une année de service social volontaire et un stage au quotidien Fränkische Nachrichten, elle étudie la biologie et la chimie de 2003 à 2006. Elle obtient ensuite sa licence en sciences de l'éducation à l'Université Humboldt de Berlin en septembre 2011. À partir de 2009, elle est boursière de la Fondation Heinrich Böll et de 2010 à 2017 membre du Conseil des femmes, qui soutient les objectifs politiques en matière d'égalité femmes-hommes de la fondation.
Katrin Rönicke a deux enfants,. Elle est mariée à Holger Klein depuis 2020.

### Culture féministe sur Internet
À partir de 2005, elle écrit son premier blog sur Neon.de. En 2008, elle rejoint le blog féministe Mädchenmannschaft, qui reçoit cette même année un prix de la chaîne de radio publique Deutsche Welle. En 2009 Mädchenmannschaft est nommé pour le Grimme Online Award et le Alternative Media Prize. Jusqu'en 2011 Kathrin Rönicke contribue activement au blog et siège au Conseil d'administration de l'organisme responsable de Mädchenmannschaft.
Elle dirige le blog The Leftist Elite, couvrant des sujets tels que la politique actuelle, le mouvement des droits des hommes, le féminisme, Internet, l'éducation et les problèmes sociaux. Elle est cofondatrice de la plate-forme aujourd'hui disparue netzfeminismus.org, que Niklas Hofmann a classée dans le quotidien national Süddeutsche Zeitung comme le « début de la mise en réseau » du cyberféminisme en Allemagne. La plateforme réunis 70 blogs et webmagazines de femmes issues des milieux scientifique, des affaires et de la culture, dont les sites d'Anke Domscheit-Berg, Susanne Klingner, Kübra Gümüşay et Antje Schrupp. Avec les autrices du livre We Alpha Girls, Barbara Streidl et Susanne Klingner, Kathrin Rönicke fonde le projet Frau Lila mischt sich ein. Afin de rendre les femmes plus visibles dans la société numérique elles lancent également le magazine en ligne Die Featurette en mai 2012. Les deux projets ont depuis pris fin, mais aboutissent en 2013 à la création par Kathrin Rönicke et Susanne Klingner du Lila podcast. Judith Langowski l'a décrit dans ze.tt en 2020 comme un « classique parmi les podcasts féministes en Allemagne ».
En septembre 2017, avec Susanne Klingner, Kathrin Rönicke fonde la plateforme de podcast hauseins.fm. Elle y poursuit ses propres projets, financés par des dons et de la publicité. En outre, Klingner et Rönicke produisent des podcasts pour Greenpeace, le quotidien national Süddeutsche Zeitung et Deezer, entre autres.

## Prix
En 2019, avec la présentatrice Merve Kayikci, elle remportent le concours de podcast re:publica en coopération avec Deezer en 2019 "Originals wanted" pour Mashallah !, un podcast qui fait le portrait d'Allemands et Allemandes de confession musulmane.
En mars 2020  lors de la cérémonie de remise des prix Die Goldenen Blogger elle reçoit le prix du meilleur podcast 2019 pour le podcast hebdomadaire Die Wochendämmerung, qu'elle anime depuis 2015 avec Holger Klein

## Publications
- Vernetzt, präsent und engagiert: Feministische Netzkultur, dans : Geschlechterrollen im Wandel . Schweizer Fachzeitschrift «Frauenfragen», 2011, pp. 43–46 ( numéro complet à télécharger )
- Bitte Freimachen. Eine Anleitung zur Emanzipation. Metrolit Verlag, Berlin 2015,  (ISBN 978-3-8493-0369-3)
- Sex.100 Seiten. Reclam Stuttgart 2017,  (ISBN 978-3-15-020442-9) .
- Emanzipation. 100 Seiten. Reclam, Stuttgart 2018,  (ISBN 978-3-15-020439-9) .
- Beate Uhse. Ein Leben gegen Tabus. Residenz Verlag, Salzbourg Vienne 2019,  (ISBN 978-3-7017-3466-5) .